# Universidade Vila Velha
A Universidade Vila Velha (UVV) é uma universidade privada do Brasil, sendo uma das principais instituições de ensino superior privadas do país, reconhecida por sua excelência acadêmica, infraestrutura moderna e forte atuação em pesquisa e inovação. Com mais de 45 anos de história, a UVV consolidou-se como a melhor universidade particular do Brasil por sete anos consecutivos, segundo avaliações do Ministério da Educação (MEC). Além disso, é uma das únicas brasileiras a integrar rankings internacionais como o Times Higher Education (THE) e o QS World University Rankings.

## História
Fundada em 5 de março de 1976 como Centro Superior de Ciências Sociais de Vila Velha, localizada no munícipio de Vila Velha, no Espírito Santo, a UVV teve como principal idealizador o professor Aly da Silva, educador multidisciplinar com formação em Filosofia, Economia, Direito, História e Geografia. Seus primeiros cursos foram Direito, Ciências Contábeis e Administração, funcionando inicialmente em um espaço cedido pela Escola Estadual Vasco Coutinho.
Em 1985, a instituição ganhou sua sede própria, o Campus Boa Vista, e em 2011, após decreto presidencial, foi credenciada como universidade, tornando-se a primeira universidade particular do Espírito Santo.

## Estrutura e Campi
Atualmente, a UVV possui três campi principais:
1. Campus Boa Vista (Vila Velha) – Sede histórica, abriga cursos como Medicina, Direito, Engenharia Civil e Psicologia, além de laboratórios de ponta e uma biblioteca em expansão.[1][4]
2. Campus Nossa Senhora da Penha (Vila Velha) – Focado em cursos da área da Saúde, como Medicina Veterinária, Odontologia e Fisioterapia, com clínicas-escola abertas à comunidade.[4]
3. UVV Highline (Vitória) – Inaugurado recentemente, é um hub de inovação e negócios que abriga a Escola de Negócios (Business School), cursos de pós-graduação premium e programas corporativos. O projeto, com investimento de R$ 60,5 milhões, inclui um centro tecnológico de 14 andares e 40 mil m², voltado para startups, inteligência artificial e parcerias internacionais.[5][6]

## Cursos e Modalidades
A UVV oferece:
- 43 graduações presenciais, incluindo Medicina, Engenharias, Direito e Tecnologias.[4][1]
- 32 cursos EAD e 94 pós-graduações a distância, com 59 polos em 7 estados (ES, BA, RJ, MG, SP, GO).[7][1]
- 8 mestrados e 3 doutorados, com destaque para pesquisas em saúde, engenharia e sustentabilidade.[1]

## Reconhecimento e Rankings
- Nota máxima no MEC e no ENADE.[3][2][1]
- Melhor universidade privada do Brasil (2018–2025).[3][2][1]
- Presente no Times Higher Education (THE) e QS Rankings.[3][2][1]

## Inovação e Empreendedorismo
A UVV se destaca em iniciativas como:
- InovaWeek: Maior evento de inovação do ES, com palestras de nomes como Paulo Guedes e Alexandre Baldy, além de competições como InovaApps e ExpoInova.[8]
- UVV Highline: Centro de tecnologia que conecta empresas, startups e acadêmicos, com parcerias internacionais (ex.: School of International Business and Entrepreneurship - Alemanha).[8]

## Programas de Acesso e Bolsas
- Bolsa Social: Auxílio para estudantes de baixa renda.[3]
- ProUni, Fies e Nossa Bolsa (programa do governo do ES).[4]